# Плата за приєднання
Пла́та за приєдна́ння електроуста́в споживачі́в — це плата за послуги, надані власником електричних мереж для створення технічної можливості здійснення передачі в точку приєднання до електроустав замовника відповідної потужності з забезпеченням якості електричної енергії та надійності електропостачання.
Плата за приєднання передбачає відшкодування витрат на нове будівництво, реконструкцію й технічне переоснащення електромереж, пов'язане із приєднанням до них електроустав замовників. Плата за приєднання розраховується виходячи зі схем електропостачання, віддаленості об'єктів, які приєднують, від підстанцій, категорії електроустав щодо надійності електропостачання, завантаженості мереж та інших показників.